# Augustus Ledyard Smith
Augustus Ledyard Smith (1901–1985) fue un arqueólogo estadounidense que trabajó en diversos proyectos en Mesoamérica relativos a la civilización maya precolombina patrocinados por la Instituto Carnegie, entre ellos el del yacimiento arqueológico de Uaxactún. De 1958 a 1963 condujo exploraciones en Altar de los Sacrificios en Guatemala acompañado con Gordon Willey, otro arqueólogo estadounidense, por cuenta del Museo Peabody de Arqueología y Etnología. De 1963 a 1969 exploró el sitio del Seibal, también en Guatemala.

## Datos biográficos
Ledyard Smith nació el 18 de octubre de 1901 en Milwaukee y falleció de un ataque al corazón el 5 de diciembre de 1985 en Needham (Massachusetts). Su hermano, Robert Eliot Smith fue también arqueólogo dedicado a la civilización maya.
Ledyard Smith hizo sus estudios en Lausanne en Suiza y más tarde acudió al St. Paul's School en Nueva Inglaterra. Se graduó de la Universidad de Harvard en 1925. En 1927 se involucró en la arqueología maya y se integró al equipo de la División de Arqueología del Instituto Carnegie. Formó parte de la investigación de campo que trabajó entre 1920 y 1930 en Uaxactún en el Petén de Guatemala. Después de explorar en Uaxactún, dirigió su atención hacia las tierras altas de Guatemala. En 1950, junto con otros arqueólogos del Instituto Carnegie hizo exploraciones en Mayapan en el estado de Yucatán, en México.
Al llegar a su fin las tareas arqueológicas emprendidas por el Instituto Carnegie en 1958, Ledyard Smith continuó su trabajo, ahora por cuenta del Museo Peabody de Arqueología y Etnología, en donde fue nombrado asistente del conservador. En 1968, el gobierno de Guatemala le otorgó la Orden del Quetzal por sus servicios a la cultura y a la conservación del patrimonio cultural de ese país.